# Mongalafloden
Mongala är en flod i nordvästra Kongo-Kinshasa. Mongala har tre källflöden – Likame, Ebola och Dua – och är i sin tur ett biflöde till Kongofloden. Floden är segelbar från Businga, 329 km från mynningen. Större delen av floden bildar gräns mellan provinserna Mongala till vänster och Nord-Ubangi (där källflödena möts), Sud-Ubangi respektive Équateur till höger.